# Centrjapyx
Centrjapyx es un género de Diplura en la familia Japygidae.

## Especies
- Centrjapyx mahunkorum Pagés, 1982
- Centrjapyx tristani (Silvestri, 1929)